# Fons de pantalla

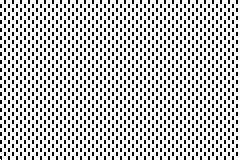
Primer fons de pantalla, utilitzat per Xerox el 1975

En informàtica, el fons de pantalla és una imatge o grafisme decoratius que es col·loca al rerefons de la resta d'elements que formen part d'una interfície gràfica d'usuari. Generalment, als ordinadors s'utilitzen per decorar l'escriptori, mentre que als mòbils decoren la pantalla d'inici.
L'argot informàtic anglès els anomena wallpaper (paper d'empaperar) o background. Des del primer fons de pantalla uniforme, senzill i amb un color neutre, llançat el 1975, s'ha evolucionat cap a grafismes, estàtics o dinàmics, que l'usuari pot canviar lliurement. Als 1980, durant la implementació del disseny WYSIWYG, es va aclarir el fons de pantalla per simular el color blanc del full de paper. Es volia que l'usuari veiés a la plantilla de l'ordinador el mateix que després sortiria de la impressora.
Fora de l'àmbit personal, on regna la llibertat total, s'aconsella utilitzar fons de pantalla senzills i mantenir un mateix estil arreu d'una presentació.